# ان‌جی‌دابلیوام‌اکس
ان‌جی‌دابلیوام‌اکس (انگلیسی: NJWMX) نخستین آلبوم ریمیکس از نیوجینز، گروه دخترانه اهل کره جنوبی است. این آلبوم در ۱۹ دسامبر ۲۰۲۳ توسط ادور منتشر شد. این آلبوم شامل شش ریمیکس از ترانه‌های دو پروژه نخست نیوجینز به نام‌های نیو جینز و اوه خدای من و همچنین ورژن بی‌کلام آنها است.

## جدول‌های موسیقی
| جدول (۲۰۲۳)                       | بالاترین جایگاه |
| --------------------------------- | --------------- |
| آلبوم‌های دیجیتال ژاپنی (اوریکون)  | ۱۴              |
| آلبوم‌های داغ ژاپنی (بیلبورد ژاپن) | ۶۲              |